# Curt Haase
Curt Haase (15 de diciembre de 1881-9 de febrero de 1943) fue un general en la Wehrmacht de la Alemania Nazi durante la Segunda Guerra Mundial.
Haase fue promovido a Generalleutnant el 1 de agosto de 1937. Se convirtió en comandante del III Cuerpo de Ejército el 16 de noviembre de 1938. Durante la II Guerra Mundial, Haase fue promovido a Generaloberst el 19 de julio de 1940, y a mediados de noviembre de 1940, fue relevado de su mando del III Cuerpo y reasignado a la Reserva, a la espera de un nuevo mando. A principios de 1941 fue hecho comandante del 15.º Ejército, sirviendo hasta diciembre de 1942, cuando fue transferido a la Reserva por el resto de su carrera. El 9 de febrero de 1943, murió a la edad de 61 años de una avanzada enfermedad de corazón.

## Condecoraciones
- Cruz de Caballero de la Cruz de Hierro el 8 de junio de 1940 como General der Artillerie y comandante general del III. Cuerpo de Ejército[1]